# Pühajärve
Koordinaten: 58° 3′ N, 26° 27′ O
Pühajärve (deutsch Wollust, später Heiligensee) ist ein Dorf (küla) in Estland. Es gehört zur Landgemeinde Otepää im Kreis Valga. Pühajärve hat 187 Einwohner (Stand: 1. Januar 2006).

## Gutshaus Pühajärve
Pühajärve wurde erstmals 1376 im Zusammenhang mit dem dortigen Gut der Uexküll erwähnt. Das Herrenhaus wurde 1800 im frühklassizistischen Stil errichtet. Die Besitzer wechselten öfters, so waren Besitzer unter anderen die von Rehbinder, von Stackelberg, von Samsonite und de Villebois-Stryk. Von 1858 bis 1868 lebte hier Alexander von Schrenk. Es wurde 1887 durch ein neues Gebäude im eklektizistisch-historistischen Stil ersetzt. In den 1920er Jahren war es ein beliebtes Ferienziel für estnische Künstler und Naturliebhaber. Es wurde 1944 im Zweiten Weltkrieg weitgehend zerstört, jedoch 1951 als Sanatorium wiedererrichtet. Das Anwesen umgeben ein Park mit zahlreichen Alleen, Baumgruppen und Pavillons. Vom heutigen Wellness-Zentrum bietet sich ein Panoramablick auf den See Pühajärv.

## „Krieg von Pühajärve“

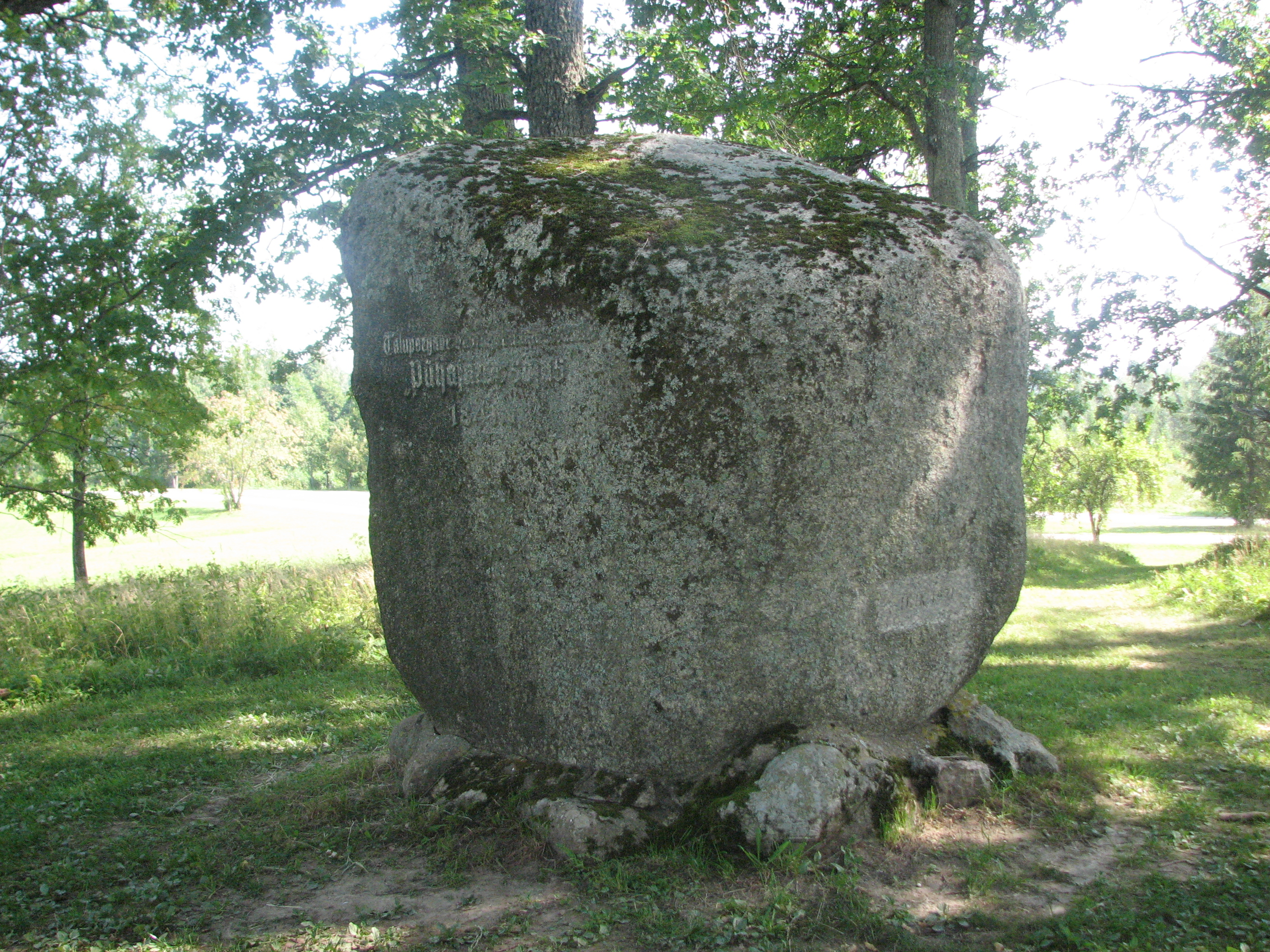
Erinnerungsstein an den sogenannten „Krieg von Pühajärve“

In Pühajärve befindet sich bei einer 22 m hohen, über 300 Jahre alten Eiche ein 1971 eingeweihter Stein des estnischen Künstlers Lembit Paluteder. Die Inschrift des Findlings erinnert an den sogenannten „Krieg von Pühajärve“ (estnisch Pühajärve sõda) 1841. Der Stein ist den estnischen Bauern gewidmet, die einen bewaffneten Aufstand gegen den deutschbaltischen Gutsherrn von Pühajärve, Wilhelm von Stryk, unternommen hatten. Im Dezember 1841 wurden 29 von ihnen zu schweren Körperstrafen, einige zu zwölf Jahren Verbannung nach Sibirien verurteilt.

## Menschen aus Pühajärve
- August Englas (1925–2017), estnischer bzw. sowjetischer Ringer und Trainer